# Jaakko Hämeen-Anttila

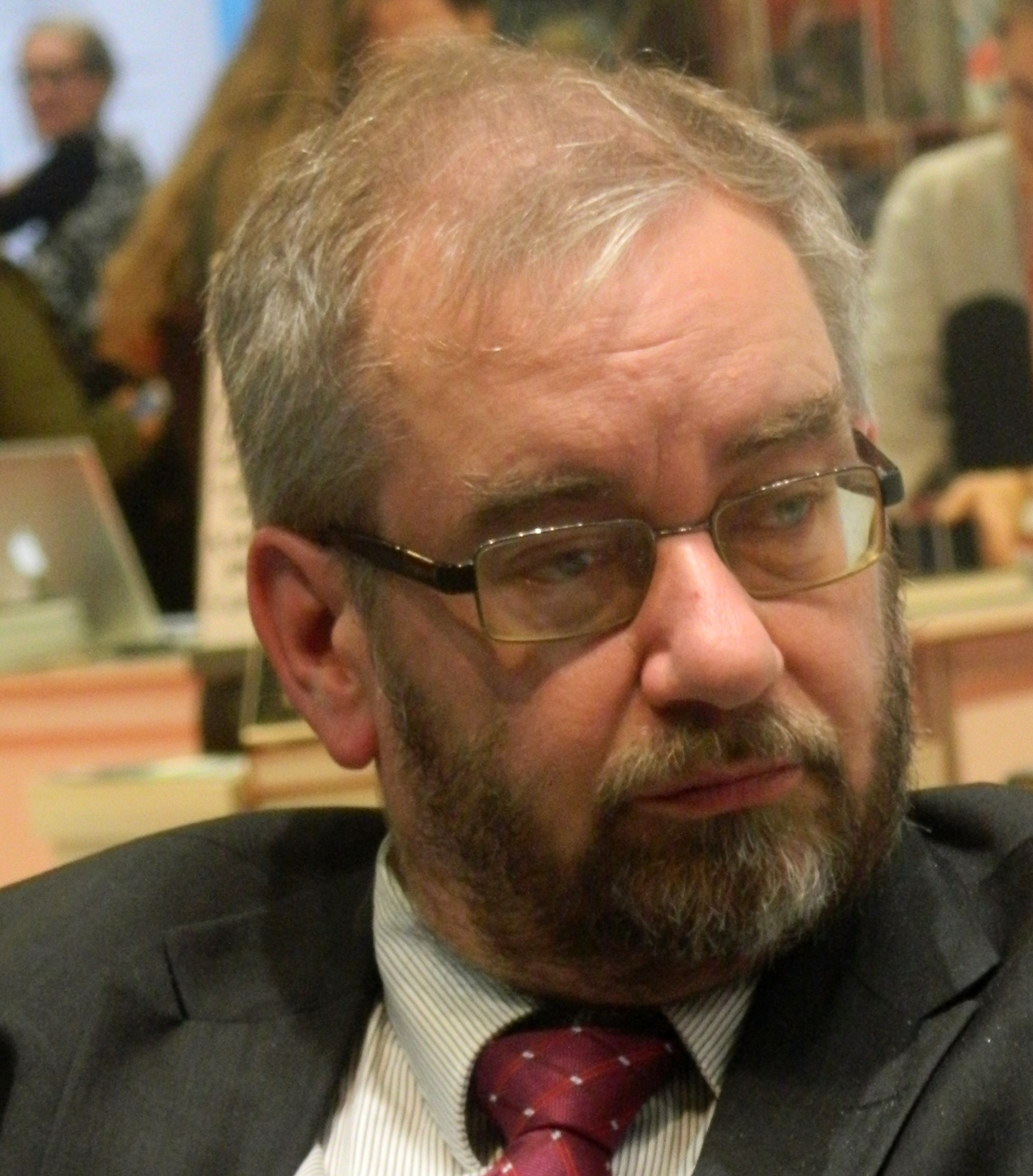
Jaakko Hämeen-Anttila

Jaakko Markus Hämeen-Anttila (* 26. Februar 1963 in Oulu; † 18. Dezember 2023) war Professor an der Universität Helsinki für Arabisch und Islamwissenschaft. Er galt als führender Islamwissenschaftler Finnlands.
Zudem sind zahlreiche Übersetzungen aus dem Arabischen ins Finnische von ihm erschienen, darunter eine Koranübersetzung. 2005 wurde er mit dem Preis für Veröffentlichung von Wissen des finnischen Staates für sein Islamhandbuch (Islamin käsikirja) ausgezeichnet. Darüber hinaus sind eigene Dichtungen von ihm veröffentlicht worden.